# Dennis Vanendert
Dennis Vanendert (Neerpelt, 27 juni 1988) is een Belgisch wielrenner die anno 2019 uitkomt voor DEBO-Bikes - Olympia. Hij heeft nog geen professionele koersen op zijn naam geschreven.
Vanendert is de jongere broer van Jelle Vanendert, die bij Lotto rijdt, en de neef van oud-wielrenner Roy Sentjens.

## Belangrijkste overwinningen
2006
- Belgisch kampioen veldrijden, Junioren

## Resultaten in voornaamste wedstrijden
| Jaar | Ronde van Italië | Ronde van Frankrijk | Ronde van Spanje |
| ---- | ---------------- | ------------------- | ---------------- |
| 2012 | 133e             |                     |                  |
| 2013 |                  |                     | 108e             |
| 2014 | opgave           |                     |                  |
| 2015 |                  |                     |                  |

| Jaar | Amstel Gold Race | Luik-Bast.‑Luik | Ronde van Lombardije | Waalse Pijl | Parijs-Tours |
| ---- | ---------------- | --------------- | -------------------- | ----------- | ------------ |
| 2012 | 92e              | 113e            | opgave               | opgave      | 48e          |
| 2013 | opgave           | 95e             |                      | 72e         |              |
| 2014 | 47e              | 101e            | opgave               | 106e        | 17e          |
| 2015 | opgave           | opgave          |                      | opgave      |              |

## Ploegen
- 2012-Lotto-Belisol
- 2013-Lotto-Belisol
- 2014-Lotto-Belisol
- 2015-Lotto Soudal
- 2019-DEBO-Bikes - Olympia

Bak · Bille · Bulgaç · Cordeel · De Clercq · De Greef · Debusschere · Dehaes · Dockx · Greipel · Hansen · Henderson · Kaisen · Meersman · Neyens · Reynés · Robert · Roelandts · Sieberg · Sohrabi · Van der Sande · Van De Walle · D. Vanendert · J. Vanendert · van Leijen · Vangenechten · Wellens · Van den Broeck · Willems · Sprengers (stagiair) · Wippert (stagiair) 
Bak · Bellemakers · Bille · Bulgaç · Cordeel · De Clercq · De Greef · Debusschere · Dehaes · Dockx · Greipel · Hansen · Henderson · Kaisen · Meersman · Neyens · Reynés · Robert · Roelandts · Sieberg · Van der Sande · Van De Walle · D. Vanendert · J. Vanendert · van Leijen · Vangenechten · Wellens · Van den Broeck · Willems · Broeckx (stagiair) · Carolus (stagiair) 
Armée · Bak · Boeckmans · Breen · Broeckx · De Bie · Debusschere · De Clercq · Dehaes · Dockx · Gallopin · Greipel · Hansen · Henderson · Kaisen · Ligthart · Monfort · Roelandts · Sieberg · Vallée · Van den Broeck · Van der Sande · D. Vanendert · J. Vanendert · Van Genechten · Vervaeke · Wellens · Willems · Benoot (stagiair) · Meurisse (stagiair) · Naesen (stagiair)
Armée · Bak · Benoot · Boeckmans · Breen · Broeckx · De Buyst · De Bie · Debusschere · De Clercq · De Gendt · Dehaes · Dockx · Gallopin · Greipel · Hansen · Henderson · Ligthart · Monfort · Roelandts · Sieberg · Vallée · Van den Broeck · Van der Sande · D.Vanendert · J.Vanendert · Vervaeke · Wellens · Frison (stagiair) · Van Gestel (stagiair) · Van Rooy (stagiair)